# Isidro Pérez
Isidro Pérez (ur. 24 maja 1964 w Acapulco  – zm. 9 stycznia 2013) – meksykański bokser, były zawodowy mistrz świata wagi muszej (do 112 funtów) organizacji WBO.
Karierę zawodową rozpoczął 15 lutego 1979. Do sierpnia 1987 stoczył 53 walki, z których 47 wygrał, 3 przegrał i 3 zremisował. W tym czasie zdobył tytuł mistrza Meksyku w wadze junior muszej. 
13 grudnia 1987 otrzymał szansę walki o tytuły mistrza WBC w wadze junior muszej. Przegrał jednogłośnie na punkty z broniącym tytułu Koreańczykiem Jung-Koo Changiem. Dwa lata później zmierzył się o tytuł federacji WBO w tej samej kategorii wagowej. 21 października 1989 przegrał jednogłośnie na punkty z Portorykańczykiem Jose De Jesusem.
Po przejściu do kategorii muszej i dwóch wygranych pojedynkach otrzymał kolejną szansę walki o tytuł mistrzowski. 18 sierpnia 1990 w Ponce (Portoryko) stoczył walkę o wakujący tytuł WBO z Portyrykańczykiem Angelem Rosario. Wygrał przez techniczny nokaut w dwunastej rundzie (do czasu przerwania walki na punkty prowadził przeciwnik) i został nowym mistrzem świata. W pierwszej obronie tytułu zmierzył się 3 listopada z Chilijczykiem Alli Galvezem wygrywając jednogłośnie na punkty. 10 sierpnia 1991 doszło do pojedynku rewanżowego. Ponownie, tym razem po niejednogłośnej decyzji sędziów, zwyciężył Perez.
Do trzeciej obrony doszło 18 marca 1992 w Glasgow. Przeciwnikiem był brytyjski (szkocki) bokser Pat Clinton. Po wyrównanym pojedynku Pérez przegrał niejednogłośną decyzją sędziów i stracił pas mistrzowski. Był to praktycznie koniec kariery. Wrócił na ring po pięciu latach by stoczyć dwie walki (ostatnią 15 sierpnia 1997).